# Mormânt comun al ostașilor căzuți în 1941-1945 (Florești)
Mormântul comun al ostașilor căzuți în 1941-1945 este un mormânt amplasat în Florești, Republica Moldova. Este un monument istoric de importanță națională inclus în Registrul monumentelor Republicii Moldova ocrotite de stat cu nr. 1248 (raionul Florești). Datează din 1944.